# Krefeld-Uerdinger Brücke
De Krefeld-Uerdinger Brücke is een tuibrug voor het wegverkeer over de Rijn bij de Duitse stad Krefeld. De brug vormt een verbinding tussen het stadsdeel Uerdingen en het Duisburgse stadsdeel Mündelheim. De brug is onderdeel van Bundesstraße 288.
De brug werd geopend in 1936 en is 860 meter lang.